# Калинина, Зоя Александровна
Зо́я Алекса́ндровна Кали́нина — советский животновод, передовик сельского хозяйства, депутат Верховного Совета РСФСР.

## Биография
Родилась в 1935 году в Ярославле в семье рабочего старшей из 5 детей. По окончании средней школы в 1953 году поступила на зоотехническое отделение Ярославского сельскохозяйственного института. В 1956 учебное заведение перевели в Ворошилов (с 1957 года — Уссурийск), куда вместе с другими студентами переехала и Зоя.
После получения диплома в 1958 году при распределении попросилась на Сахалин, где молодая специалистка начала работу зоотехником в колхозе с. Огоньки Анивского района. В августе начались укрупнения хозяйств: колхозы «Победа» и имени Горького объединили в единое предприятие – совхоз «Анивский» — и Калинину перевели в Золоторыбное, где она была назначена бригадиром животноводческой бригады Золоторыбновского отделения. При её непосредственном участии ферма из отстающей вышла в число передовых. Под руководством Калининой бригада настойчиво боролась за улучшение породности крупного рогатого скота и повышение его продуктивности. В 1961 году надой молока на корову составил в среднем 2942 кг при плане 2850. Избиралась председателем местного комитета профсоюзного организации, в 1959 году стала депутатом Анивского районного Совета депутатов трудящихся.
В феврале 1963 года коллектив совхоза «Анивский», рабочих, инженерно-технических работников и служащих Корсаковского стройуправления №408 и Корсаковского рыбокомбината выдвинул комсомолку Калинину кандидатом в депутаты Верховного Совета РСФСР VI созыва от Корсаковского избирательного округа № 629. Избрана депутатом на выборах 3 марта 1963 года.
Позже работала главным зоотехником-селекционером в центральном отделении совхоза.

## Награды
- Орден Трудового Красного Знамени
- Орден «Знак Почёта»